# Hôtel de Ville (Saint-Germain-lès-Arpajon)

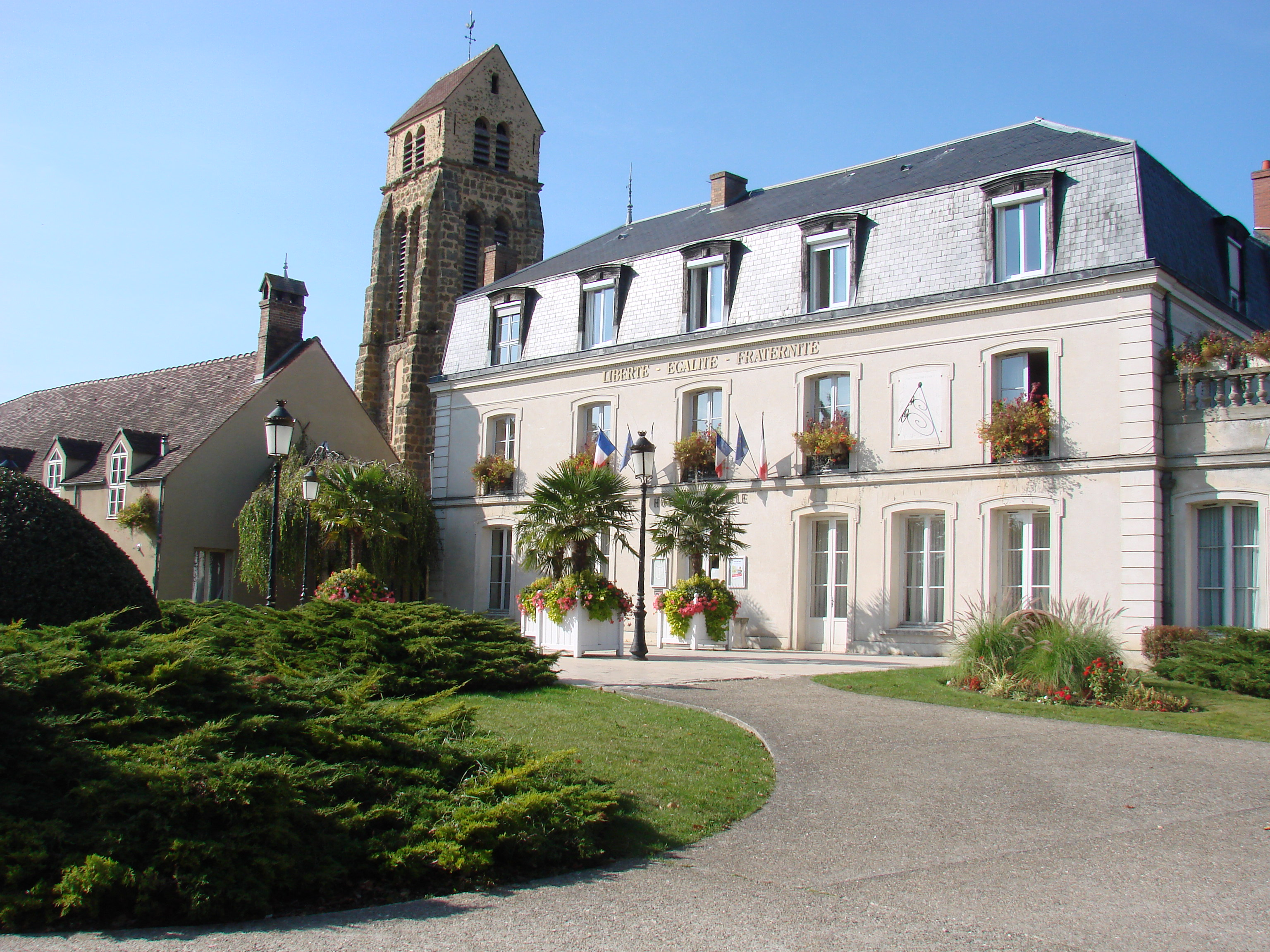
Hôtel de Ville in Saint-Germain-lès-Arpajon, dahinter die Kirche Saint-Germain

Das Hôtel de Ville (deutsch Rathaus) in Saint-Germain-lès-Arpajon, einer französischen Stadt im Département Essonne in der Region Île-de-France, wurde Anfang des 19. Jahrhunderts errichtet. Das Hôtel de Ville in der Rue René Dècle, in der Nähe der Kirche Saint-Germain, wurde ursprünglich als Wohnhaus erbaut. 
Das zweigeschossige Gebäude wurde 1978 von der Gemeinde gekauft und am 16. November 1985 als Rathaus eingeweiht.  